# Stefan Schnoor
Stefan Schnoor (ur. 24 kwietnia 1971 w Neumünsterze) – niemiecki piłkarz występujący na pozycji obrońcy.

## Kariera
Schnoor zawodową karierę rozpoczynał w 1991 roku w Hamburgerze SV z niemieckiej Bundesligi. W tej lidze zadebiutował 20 marca 1992 roku w zremisowanym 1:1 pojedynku z Borussią Dortmund. 20 listopada 1992 roku w wygranym 3:0 spotkaniu z 1. FC Saarbrücken strzelił pierwszego gola w Bundeslidze. W 1996 roku zajął z zespołem 5. miejsce w Bundeslidze, które jednocześnie było jego najwyższym w karierze. W Hamburgerze spędził 7 lat.
W 1998 roku odszedł do angielskiego Derby County z Premier League. W tych rozgrywkach zadebiutował 15 sierpnia 1998 roku w zremisowanym 0:0 meczu z Blackburn Rovers. 19 września 1998 roku w wygranym 2:0 spotkaniu z Leicester City. W Derby występował przez 2 lata.
W 2000 roku Schnoor wrócił do Niemiec, gdzie został graczem Wolfsburga (Bundesliga). Pierwszy ligowy mecz zaliczył tam 16 grudnia 2000 roku przeciwko Bayerowi 04 Leverkusen (2:0). Barwy Wolfsburga reprezentował przez 6 lat. W 2006 roku odszedł do Holstein Kilonia z Regionalligi Nord. Pod koniec 2006 roku zakończył karierę.